# Manica (provins)

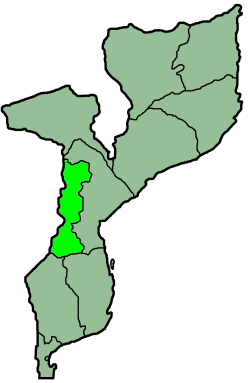
Karta över Moçambique, med Manica markerat i klargrönt.

Manica är en provins i västra Moçambique, med gräns mot Zimbabwe i väster. Provinsen har en total area på 61 661 km² och ett invånarantal på 1 418 927 (2007). Huvudstaden är Chimoio.

## Administrativ indelning
Provinsen är indelad i nio distrikt och en stad.
- Distrikt:
  - Báruè, Gondola, Guro, Machaze, Macossa, Manica, Mossurize, Sussundenga, Tambara
- Stad:
  - Chimoio